# Miguel Ángel González (piłkarz)
Miguel Ángel, właśc. Miguel Ángel González Suárez (ur. 24 grudnia 1947 w Ourense, zm. 6 lutego 2024) – hiszpański piłkarz grający na pozycji bramkarza.

## Kariera klubowa
Karierę piłkarską Miguel Ángel rozpoczął w klubie CD Ourense. W sezonie 1966/1967 występował w jego barwach w Tercera División. Następnie odszedł do Realu Madryt, ale na sezon 1967/1968 został wypożyczony do CD Castellón z Segunda División. Latem 1968 wrócił do Realu, gdzie stał się rezerwowym dla Antonia Betancorta, a następnie Mariano Garcii Remóna. W Primera División zadebiutował 23 listopada 1969 roku w przegranym 0:1 wyjazdowym spotkaniu z Valencią. Pierwszy sukces z Realem odniósł w 1968 roku, gdy wywalczył mistrzostwo kraju. W 1969 roku ponownie został mistrzem kraju, a w 1970 i 1974 roku zdobył Puchar Króla. W sezonie 1974/1975 stał się pierwszym bramkarzem Realu i został wówczas mistrzem Hiszpanii. W latach 1976, 1978, 1979 i 1980 również sięgał po tytuł mistrzowski, jednak od 1979 do 1983 roku znów był rezerwowym, tym razem dla Agustína Rodrígueza Santiago. Karierę piłkarską zakończył w 1985 roku w wieku 38 lat.
| Sezon   | Klub         | Kraj      | Rozgrywki        | Mecze | Bramki |
| ------- | ------------ | --------- | ---------------- | ----- | ------ |
| 1966/67 | CD Ourense   | Hiszpania | Tercera División | ?     | ?      |
| 1967/68 | CD Castellón | Hiszpania | Segunda División | ?     | ?      |
| 1968/69 | Real Madryt  | Hiszpania | Primera División | 0     | 0      |
| 1969/70 | Real Madryt  | Hiszpania | Primera División | 3     | 0      |
| 1970/71 | Real Madryt  | Hiszpania | Primera División | 7     | 0      |
| 1971/72 | Real Madryt  | Hiszpania | Primera División | 6     | 0      |
| 1972/73 | Real Madryt  | Hiszpania | Primera División | 8     | 0      |
| 1973/74 | Real Madryt  | Hiszpania | Primera División | 5     | 0      |
| 1974/75 | Real Madryt  | Hiszpania | Primera División | 31    | 0      |
| 1975/76 | Real Madryt  | Hiszpania | Primera División | 32    | 0      |
| 1976/77 | Real Madryt  | Hiszpania | Primera División | 33    | 0      |
| 1977/78 | Real Madryt  | Hiszpania | Primera División | 27    | 0      |
| 1978/79 | Real Madryt  | Hiszpania | Primera División | 16    | 0      |
| 1979/80 | Real Madryt  | Hiszpania | Primera División | 1     | 0      |
| 1980/81 | Real Madryt  | Hiszpania | Primera División | 2     | 0      |
| 1981/82 | Real Madryt  | Hiszpania | Primera División | 18    | 0      |
| 1982/83 | Real Madryt  | Hiszpania | Primera División | 0     | 0      |
| 1983/84 | Real Madryt  | Hiszpania | Primera División | 28    | 0      |
| 1984/85 | Real Madryt  | Hiszpania | Primera División | 30    | 0      |

## Kariera reprezentacyjna
W reprezentacji Hiszpanii Miguel Ángel zadebiutował 12 października 1975 roku w wygranym 2:0 spotkaniu eliminacji do Euro 76 z Danią. W 1978 roku został powołany przez selekcjonera Ladislao Kubalę do kadry na mistrzostwa świata w Argentynie. Tam był podstawowym bramkarzem Hiszpanii i rozegrał 3 mecze: z Austrią (1:2), z Brazylią (0:0) i ze Szwecją (1:0). W 1982 roku José Santamaría powołał go do kadry na mistrzostwa świata 1982, jednak Miguel Ángel był tam rezerwowym bramkarzem dla Luisa Arconady. Od 1975 do 1982 roku rozegrał w kadrze narodowej 18 meczów.